# Samizdat

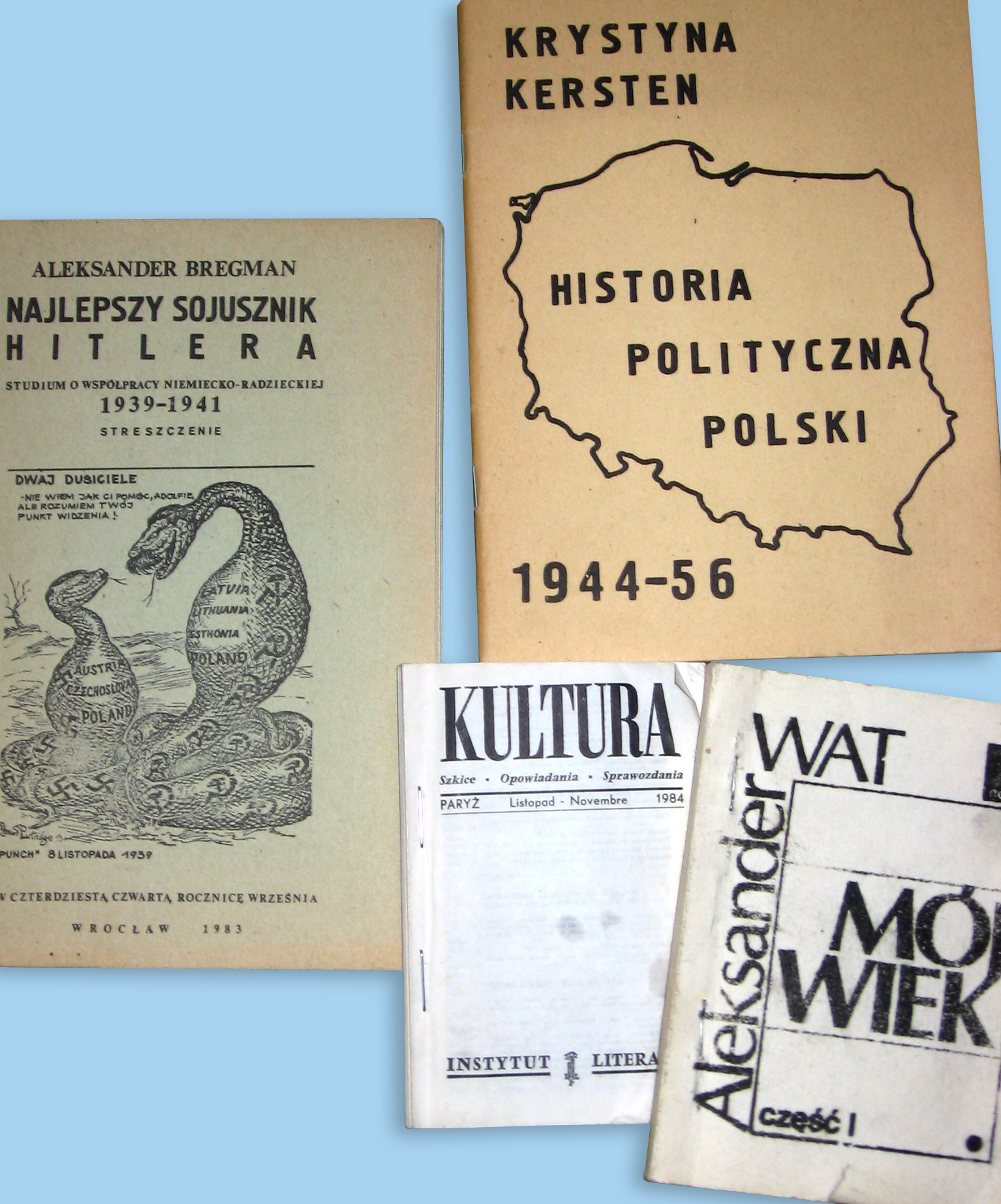
Publications clandestines polonaises des années 1980.

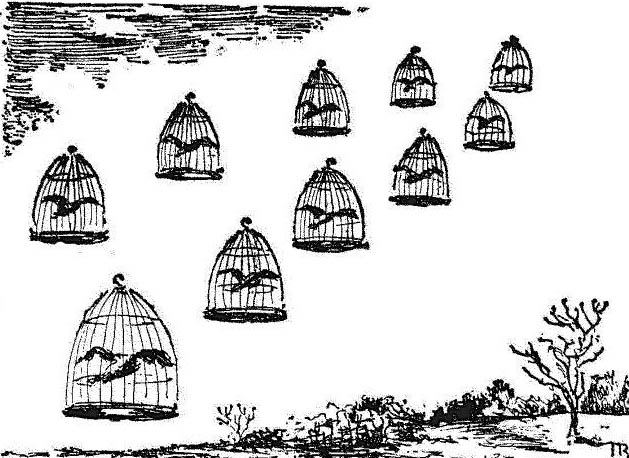
Dessin dissident du caricaturiste russe Vitali Peskov sur la vie soviétique (années 1970).

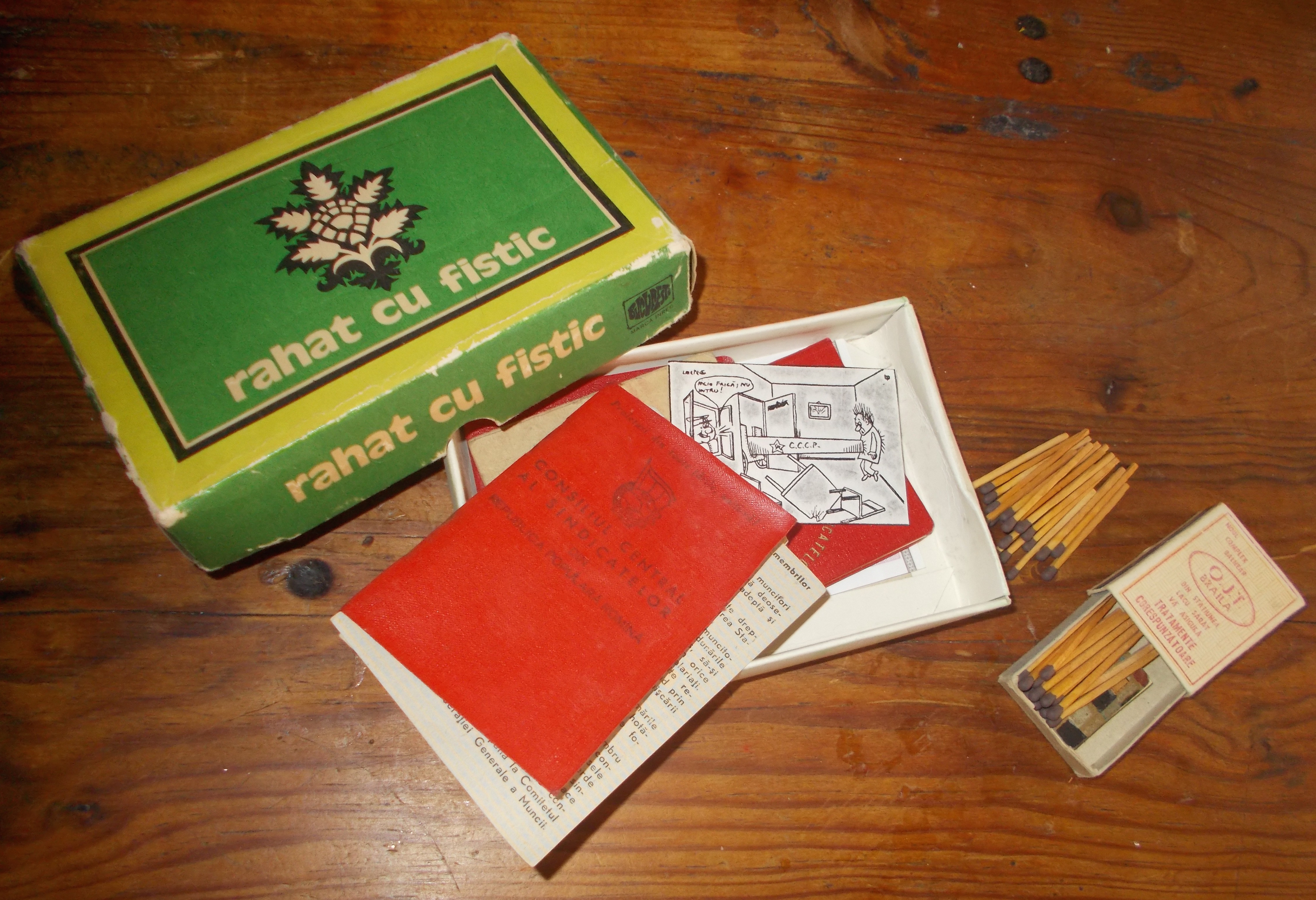
Samizdats roumains dans des boîtes de loukoums (caricatures anonymes dans un carnet syndical) et d'allumettes (petit livre interdit sous les allumettes).

Le samizdat (en russe : самиздат) était un système clandestin de circulation d’écrits dissidents en URSS et dans les pays du bloc de l'Est, manuscrits ou dactylographiés par les nombreux membres de ce réseau informel.

## Publication clandestine
Le mot russe samizdat se traduirait par auto-édition (formé de сам—sam, le pronom réfléchi, et издательство—izdatiélstvo, qui signifie édition). Ce mot est utilisé par dérision envers le Gosizdat : les « éditions d'État » officielles du régime soviétique.
Plusieurs revues poétiques ont circulé sous forme de samizdat (comme Sintaksis, éditée par Alexandre Ginsburg), ainsi que d'autres œuvres poétiques, comme Requiem d'Anna Akhmatova, ou en prose comme des extraits des Récits de la Kolyma de Varlam Chalamov ou de Moscou-sur-Vodka de Venedikt Erofeïev.
L'existence du samizdat est liée au puissant système de censure présent en Union soviétique. Tous les documents légalement publiés et distribués en Union soviétique devaient avoir été préalablement validés par la censure, dont la responsabilité incombait au Glavlit depuis 1931, puis au Comité d'État pour la presse à partir de 1966[réf. nécessaire]. Par ailleurs, il était interdit d'acquérir, de posséder ou de transférer un quelconque document par un moyen de duplication (photocopieuse, presse, etc.). Seules les machines à écrire étaient permises. Les photocopieuses et tous les moyens de duplication appartenaient à l'État ; ils étaient gardés par des vigiles[réf. nécessaire], et leur utilisation était strictement surveillée.

## Reproduction et diffusion
Les moyens de reproduction étaient variés : simple copie de manuscrits avec papier carbone, dactylographie, bien plus rarement photographie ou même impression à plus grande échelle sur des presses clandestines.
En général, la méthode de duplication à l'aide de papier carbone était la plus répandue. Souvent, les samizdat étaient presque illisibles : pour économiser les fournitures, l'espacement entre les lignes était souvent réglé très étroit ; on faisait beaucoup de copies carbone à la fois, et la dernière couche imprimait très faiblement le papier ; ce dernier était souvent un papier tissu, fin et fragile, mais facile à se procurer.
Avant la glasnost, la publication par samizdat était fortement réprimée. Tout appareil de reproduction (machines à écrire, photocopieurs, presses d’imprimerie), répertorié et identifié, faisait l’objet d'un contrôle étroit de la part du Premier département.
Les personnes qui se procuraient des samizdat, les copiaient ou les distribuaient risquaient une dégradation sociale, l'asile ou même les camps. Leur famille et leurs amis étaient également menacés. Le premier procès marquant dans l'histoire des samizdat est le procès Siniavski-Daniel en février 1966. Il a déclenché une forte opposition qui s'est exprimée par le doublement des productions de samizdat dans l'année qui suivit.

## Littérature
Dans son ouvrage En Sibérie, l'auteur britannique Colin Thubron relate ces anciennes publications et leur conservation par certains Russes à l'époque contemporaine.

## Terme relié
Le tamizdat (en russe : тамиздат, там, signifiant « là-bas ») fait référence à la littérature dissidente publiée à l'étranger, souvent à partir de manuscrits de contrebande.